# Ovidiu Marius Mihalache
 Ovidiu Marius Mihalache  (sinh ngày 14 tháng 12 năm 1984) là một cầu thủ bóng đá người România thi đấu cho CSM Politehnica Iași ở vị trí hậu vệ.